# 3 기저스!
《3 기저스!》(3 Geezers!)는 미국에서 제작된 미쉘 슈마허 감독의 2013년 코미디 영화이다. J.K. 시몬스 등이 주연으로 출연하였다.

## 출연

### 주연
- J.K. 시몬스
- 팀 알렌
- 스콧 칸

### 조연
- 랜디 커투어
- 샘 레이미
- 케빈 폴락
- 브레킨 메이어
- 마이크 오말리
- 로빈 베인
- 코트니 테일러
- 페르난다 로메로